# Périgny (Loir-et-Cher)
Périgny ist eine französische Gemeinde mit 168 Einwohnern (Stand: 1. Januar 2022) im Département Loir-et-Cher in der Region Centre-Val de Loire. Sie gehört zum Arrondissement Vendôme und zum Kanton Montoire-sur-le-Loir. Die Einwohner werden Pérignéens genannt.

## Geografie
Die Gemeinde Périgny liegt neun Kilometer südöstlich von Vendôme und etwa 24 Kilometer nordwestlich von Blois am Oberlauf des Flusses Houzée. Umgeben wird Périgny von den Nachbargemeinden Coulommiers-la-Tour im Norden, Selommes im Osten, Villemardy im Südosten, Villeromain im Süden sowie Crucheray im Westen.

## Einwohnerentwicklung
| Jahr                       | 1962 | 1968 | 1975 | 1982 | 1990 | 1999 | 2011 | 2022 |
| -------------------------- | ---- | ---- | ---- | ---- | ---- | ---- | ---- | ---- |
| Einwohner                  | 230  | 211  | 205  | 169  | 175  | 188  | 187  | 168  |
| Quellen: Cassini und INSEE |      |      |      |      |      |      |      |      |

## Sehenswürdigkeiten
- Kirche Saint-Lubin